# Konføderationens Fortabte Sag
Konføderationens Fortabte Sag eller på engelsk Lost Cause of the Confederacy (eller blot Lost Cause) er en amerikansk pseudohistorisk negativistisk mytologi der hævder, at årsagen til dannelsen af De Konfødererede Stater – hvilket medførte at den amerikanske borgerkrig udbrød – var retfærdig, heroisk, og ikke centreret om slaveri. Myten er centreret om en forståelse om, at Sydstaterne allerede fra begyndelsen var bestemt til at tabe (heraf kommer også navnet "Lost Cause"), som følge af Nordstaternes overlegne størrelse og rigdom, men samtidig forsøger myten at hylde Sydstaternes kamp mod Nordstaterne. Lost Cause-myten har efterfølgende særligt haft påvirkning på racismen, kønsroller og de religiøse holdninger i de amerikanske Sydstater.
Lost Cause-talsmænd roser typisk den traditionelle kultur i de antebellum Sydstater (perioden mellem den amerikanske revolution og den amerikanske borgerkrig i Sydstaterne). De argumenterer for, at slaver blev behandlet godt og nægter, at deres tilstand var en central årsag til krigen, til trods for at de daværende ledere af De Konfødererede Stater selv har fremsat udtalelser, der bestrider dette synspunkt (se eksempelvis Cornerstone-talen). I stedet betragter Lost Cause-fortalere krigen som et forsvar for "delstaters rettigheder", da de forsøgte at beskytte deres landbrugsøkonomi mod "nordlig aggression". Disse bekymringer blev tilsyneladende valideret efter krigen under Rekonstruktionstiden af carpetbaggers, som udnyttede situationen i Sydstaten efter krigen. Lost Cause-myten forklarer typisk Unionens sejr ved dens overlegne størrelse og industrielle rigdom, mens Konføderationen fremstilles som værende moralsk overlegen og for at have bedre militære færdigheder. Moderne historikere er overvejende uenige i disse betragtninger og understreger endvidere, at den centrale årsag til krigen var slaveri. Lost Cause-fortalere fremhæver typisk, at Robert E. Lee i forbindelse med sin overgivelse d. 10. april 1865 havde sagt, at hæren var blevet "tvunget til at overgive sig for det overvældende antal og ressourcer."
I USA har særligt to perioder været præget af en stigende grad af opbakning til Lost Cause-myten. Den første var i begyndelsen af det 20. århundrede, hvor man forsøgte at bevare minderne om de tidligere konfødererede generaler og veteraner. Den anden periode var i forbindelse med borgerrettighedsbevægelsen i 1950'erne og 1960'erne, som modreaktion på den voksende støtte til ligestillingen mellem racer. Som følge af dels opførelse af forskellige monumenter og statuer af fremtrædende konfødererede personer i Sydstaterne og gennem udgivelse af forskellige historiebøger, har Lost Cause-fortalere efterfølgende forsøgt at sprede den "sande" fortælling om borgerkrigen til hvide i Sydstaterne. Dette afstedkom efterfølgende en forsat støtte til Jim Crow-love i disse stater. I den forbindelse skal det understreges, at hvidt overherredømme er en central del af Lost Cause-fortællingen.

## Yderligere læsning

### 19. århundrede
- Early, Jubal Anderson (1866). A memoir of the last year of the War of Independence, in the Confederate States of America. Toronto, Printed by Lovell & Gibson.
- Early, Jubal Anderson (1872). The campaigns of Gen. Robert E. Lee. Baltimore : J. Murphy.
- Grady, Benjamin Franklin (1899). The case of the South against the North; or Historical evidence justifying the southern states of the American Union in their long controversy with northern states. Raleigh, N. C., Edwards & Broughton.

### 20. århundrede
- Early, Jubal Anderson (1915). The heritage of the South. Lynchburg, Va., Press of Brown-Morrison co.
- Coulter, E. Merton (1947). The South During Reconstruction, 1865–1877: A History of the South. LSU Press. ISBN 978-0-8071-0008-0.

### 21. århundrede
- Fahs, red. (2004). The Memory of the Civil War in American Culture. University of North Carolina Press. ISBN 978-0-8078-5572-0.
- Williams, David S (15. maj 2005). "Lost Cause Religion". New Georgia Encyclopedia. Hentet 9. september 2021.
- Rubin, Karen Aviva (2007). The Aftermath of Sorrow: White Women's Search for Their Lost Cause, 1861-1917. Ph.D. dissertation, Florida State University.
- Bonekemper III, Edward H. (2015). The Myth of the Lost Cause: Why the South Fought the Civil War and Why the North Won. Regnery History. ISBN 978-1-62157-454-5.
- Tutor, Philip (17. januar 2016). "Memory or History? Insight: Throughout the South, memorials with difficult histories pose vexing problems". Anniston Star.
- Waters, Dustin (13. december 2017). "How South Carolina history was hijacked to sell the Lost Cause. The State of the Confederacy". Charleston City Paper. Arkiveret fra originalen 16. april 2020. Hentet 21. oktober 2021.
- Breed, Allen G. (10. august 2018). "'The lost cause': the women's group fighting for Confederate monuments". The Guardian.
- Duggan, Paul (28. november 2018). "Sins of the Fathers". Washington Post Magazine.
- Palmer, Brian; Wessler, Seth Freed (december 2018). "The Costs of the Confederacy". Smithsonian Magazine.
- Tutor, Philip (7. december 2018). "How the South pays (literally) for the Lost Cause". Anniston Star.
- Gates Jr., Henry Louis (8. november 2019). "The 'Lost Cause' That Built Jim Crow". New York Times.